# Duff Abrams
Duff Andrew Abrams (Illinois, 1880 – Nova Iorque, 1965) foi um engenheiro civil estadunidense, pesquisador da área de composição e propriedades do concreto. Desenvolveu os métodos básicos para os testes característicos do concreto ainda em uso na atualidade. Professor do Instituto Lewis, uma das instituições que originaram o Instituto de Tecnologia de Illinois, estudou os materiais constituintes do concreto na início do século XX.
Foi pesquisador, professor e diretor do laboratório de pesquisas da Portland Cement Association em Chicago. Investigou a influência da composição de misturas de concreto sobre a resistência do produto final.
Alguns dos resultados de suas pesquisas foram: 
- definição do conceito de fineness modulus;
- definição da razão água-cimento;
- um método de testes para a trabalhabilidade de uma mistura de concreto usando o denominado 'cone de Abrams' (concrete slump test).

Em um programa de pesquisa compreensivo, Abrams estabeleceu a relação entre a razão água-cimento e a resistência à compressão do concreto. Os resultados foram publicados a primeira vez em 1918 em D. A. Abrams, Design of Concrete Mixtures, Bulletin 1, Structural Materials Research Laboratory, Lewis Institute, Chicago, 1918.
Recebeu a Medalha Frank P. Brown de 1942.